# Powiat de Bielsko-Biała
Pour les articles homonymes, voir Bielsko.
Le powiat de Bielsko-Biała (en polonais : powiat bielski) est une unité territoriale de la voïvodie de Silésie, en Pologne.  

## Histoire
Le powiat (district) de Bielsko-Biała a été créé le 1er janvier 1999 lors de la réforme territoriale en Pologne. 

## Population
Le chef-lieu de ce powiat est la ville de Bielsko-Biała peuplée de plus de 175 000 habitants. Ce powiat compte trois autres villes : Czechowice-Dziedzice (35 000 habitants), Wilamowice (6 000) et Szczyrk (3 000).

## Subdivisions
Le powiat de Bielsko-Biala compte 10 communes.
| Gmina (village)      | Type   | Superficie (km²) | Population (2006) | Siège                |
| Czechowice-Dziedzice | mixte  | 66,3             | 43 248            | Czechowice-Dziedzice |
| Jasienica            | rural  | 91,7             | 20 373            | Jasienica            |
| Wilamowice           | mixte  | 56,7             | 15 166            | Wilamowice           |
| Porąbka              | rural  | 64,6             | 14 703            | Porąbka              |
| Wilkowice            | rural  | 33,9             | 12 329            | Wilkowice            |
| Kozy                 | rural  | 26,9             | 11 556            | Kozy                 |
| Buczkowice           | rural  | 19,3             | 10 580            | Buczkowice           |
| Bestwina             | rural  | 37,6             | 10 412            | Bestwina             |
| Jaworze              | rural  | 21,3             | 6 537             | Jaworze              |
| Szczyrk              | urbain | 39,1             | 5 860             | Szczyrk              |